# Gesellschaft für Außenpolitik
Die Gesellschaft für Außenpolitik,  München, ist  ein parteiunabhängiges Podium für den Dialog mit Politikern, Wissenschaftlern und Publizisten aus dem In- und Ausland.

## Geschichte
Die „Gesellschaft für Auslandskunde“, deren Gründer alle bayerischen Herkommens waren, setzten sich in den Tagen der Weimarer Republik mit Schwerpunkt Berlin, für Frieden und Verständigung unter den Völkern ein. „Die Gesellschaft“, stellten die Gründer damals fest, „will es sich zur Aufgabe machen, das Studium der internationalen, insbesondere der völkerrechtlichen Entwicklung wieder aufzunehmen, (und) erfasst auf streng überparteilicher Basis einen Kreis besonders interessierter Persönlichkeiten. Die Gesellschaft macht das Ergebnis ihrer Studien der Öffentlichkeit zugänglich und fördert damit den Gedanken der internationalen Verständigung und Zusammenarbeit“.
Für ihre Mitglieder und Gäste veranstaltet die Gesellschaft Vorträge, Podiumsdiskussionen und Konferenzen. Neben Mitgliedsbeiträgen und Spenden wird sie von der Bayerischen Staatsregierung und dem Auswärtigen Amt in Berlin getragen.
Vorsitzender der Gesellschaft ist Johannes Haindl. Weitere Mitglieder des Vorstandes sind Marie-Janine Calic, Werner Weidenfeld, Rainer Stinner und Vigdis Nipperdey.
Ehemalige Vorsitzende der Gesellschaft für Außenpolitik waren Horst Mahr und Gottfried-Karl Kindermann.
Sitz der Gesellschaft ist in der Fürstenstraße 15 in München.
Bekannte Gastredner waren Henry Kissinger, Otto Habsburg, Michail Sergejewitsch Gorbatschow, Giovanni Agnelli, Karel Schwarzenberg, Helmut Schmidt, Frank-Walter Steinmeier, Hans-Dietrich Genscher, David Owen.
Im Jahr 2005 wurde das „Junge Forum“ als Austausch- und Begegnungsort für Studenten und Absolventen gegründet, die sich näher mit der Entwicklung internationaler Beziehungen befassen möchten. Gastredner des Jungen Forums waren unter anderem Staatsminister Niels Annen, Botschafter Christoph Heusgen, Claus Kleber und John B. Emerson.